# Ehemaliger Speicher Herten

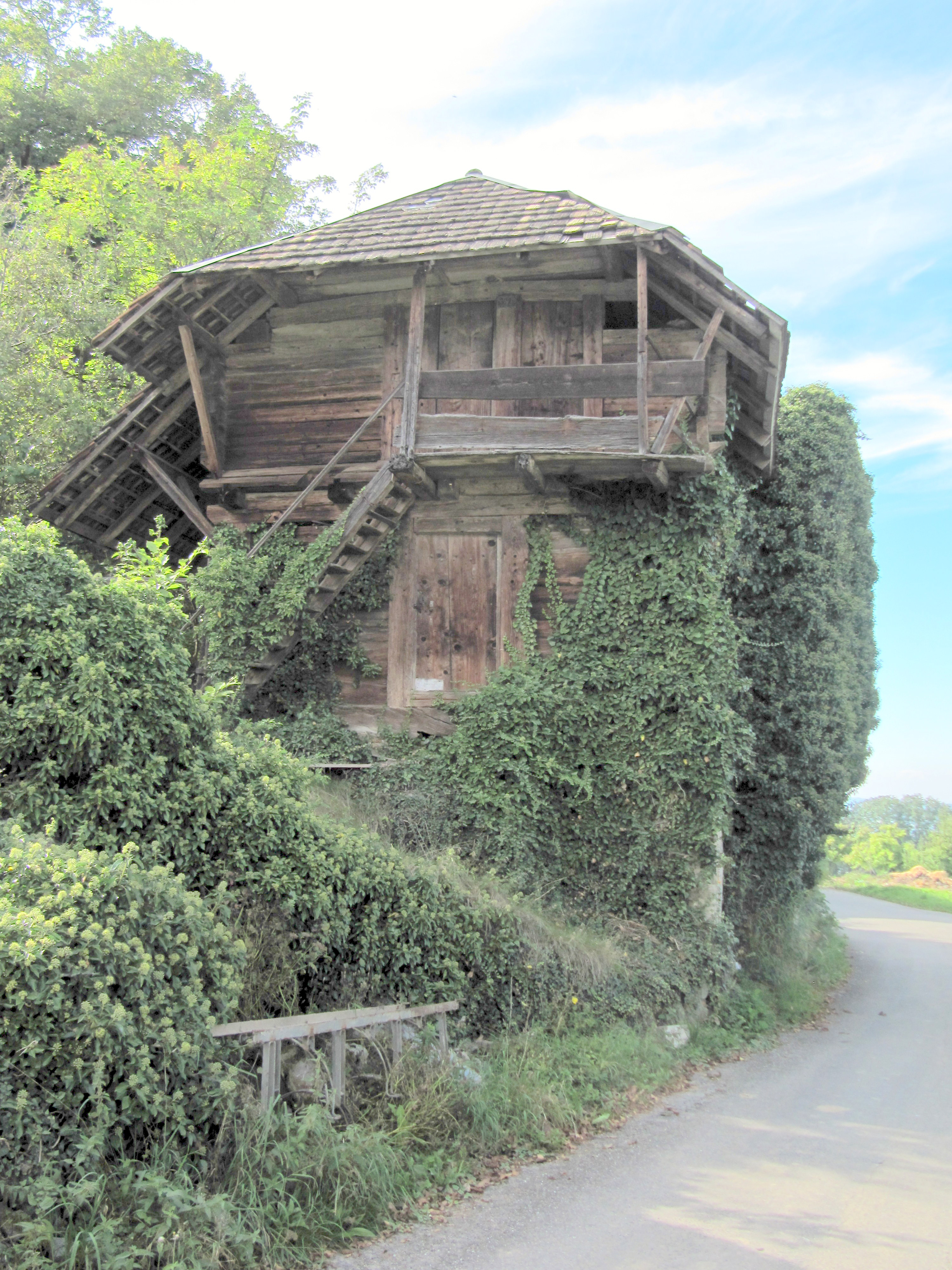
Ehemaliger Speicher Wellenbergstrasse, Frauenfeld, Ortsteil Herten, Ostansicht

Der ehemalige Speicher im Frauenfelder Ortsteil Herten, Wellenbergstrasse, ist eines der besonders wertvollen Kulturgüter in Frauenfeld, die unter Schutz der Haager Konvention zum Schutz von Kulturgut bei bewaffneten Konflikten, dem Bundesgesetz vom 6. Oktober 1966 über den Schutz der Kulturgüter bei bewaffneten Konflikten sowie der Verordnung vom 17. Oktober 1984 über den Schutz der Kulturgüter bei bewaffneten Konflikten stehen. Er wurde beim ersten Inventar 1991 aufgenommen.

## Gebäudestruktur
Das Gebäude besteht aus zwei Teilen, einerseits Speicher und Trotte als Hauptteil, andererseits einem bretterverschalten Schopfanbau, ebenfalls eine ehemalige Trotte und Mosterei.
Im Hauptteil besteht das Kellergeschoss aus Bruchsteinmauern, im ersten Obergeschoss findet sich eine Konstruktion mit Bohlenständern, im zweiten Obergeschoss hingegen Blockbauweise. Gedeckt ist dieser Teil mit einem Krüppelwalmdach. Der angebaute Teil hat laut Denkmalamt explizit hohen Seltenheitswert. Insgesamt sei die ursprüngliche Bauform inklusive der konstruktiven Details sehr gut erhalten.

## Geschichte
Im Brandkataster/1 lautet der erste Eintrag von 1808 für den Hauptteil auf Debrunner Conrad und Mitbeteiligte Gubler Ulrich mit einer Bewertung des Trotten-Anteils in Höhe von 80 Gulden, dann 1818 mit weiteren 100 Gulden. Weitere Einträge sprechen von seiner Nutzung als halbem Waschhaus und halbem Schweinestall, dann ab 1841 auch Fruchtscheune. Ein Anbauteil wird 1808 im Brandkataster/2 mit 20 Gulden beziffert. Ausserdem findet man unter 1808 im Brandkataster/3 die Gebrüder Weyenet, denen Speicher und Trotte (also wohl der sichtbar angebaute Teil) 75 Gulden wert waren, ergänzt 1838 von den Gebrüdern Habersaat mit 150 Gulden. Bezeichnend sind über all die Jahre die jeweils mehrfachen Eigentümer, die trotz der vergleichsweise kleinen Gebäudekubatur sich die Nutzung stets teilten.